# La Kreule Military Cemetery
La Kreule Military Cemetery is een Britse militaire begraafplaats met gesneuvelden uit de Eerste Wereldoorlog, gelegen in de Franse stad Hazebroek in het Noorderdepartement. Ze ligt twee kilometer ten noorden van de stadskern bij het vroegere gehucht La Creule, dat tegenwoordig met de stad is vergroeid. De begraafplaats werd ontworpen door Herbert Baker en wordt onderhouden door de Commonwealth War Graves Commission. In de zuidoosthoek staat voor de ingang het Cross of Sacrifice, aan de westkant de Stone of Remembrance. Er worden 588 doden herdacht waarvan 1 niet geïdentificeerd kon worden.

## Geschiedenis
Voor het Duitse lenteoffensief van 1918 vestigden zich drie veldhospitalen in de buurt van La Creule. Het waren de drie Australische veldhospitalen 1st en 2nd Australian Casualty Clearing Stations die zich hadden teruggetrokken uit Outtersteene en de 17th Australian Casualty Clearing Station dat afkomstig was van Lijssenthoek. Zij startten de begraafplaats in april 1918, maar trokken zich in het midden van dezelfde maand terug naar Blendecques. Gevechtseenheden bleven de begraafplaats daarna verder gebruiken. In oktober 1918 keerden de veldhospitalen terug en op het eind van de maand werd de begraafplaats gesloten.
Er worden 455 Britten, 2 Canadezen, 78 Australiërs, 41 Zuid-Afrikanen, 11 Duitsers en 1 Fransman herdacht.

## Graven

### Onderscheiden militairen
- Stuart Campbell Taylor, brigadegeneraal bij de General Staff, 93rd Inf. Bde. late commanding 15th Bn. West Yorkshire Regiment (Prince of Wales's Own) ontving de Distinguished Service Order (DSO). Hij was 45 jaar toen hij sneuvelde op 11 oktober 1918 en is de hoogste in rang op deze begraafplaats.
- G. Rowley, kapitein bij het 6th Bn. Cheshire Regiment werd driemaal onderscheiden met het Military Cross (MC and 2 Bars).
- kapitein Johannes Christoffel Scheepers, de luitenants Alfred Thomas Hill, Cleve James Scott en Colin Lawson Smith en de onderluitenants William Henry Banham, R. Dean, Douglas Cecil Mackie en James Veitch werden onderscheiden met het Military Cross (MC).
- de sergeant-majoors John Patrick Gallagher en Edward John Leonard en de sergeant Thomas Read werden onderscheiden met de Meritorious Service Medal (MSM).
- de sergeanten Thomas Faulkner Lyttle en Ernest Edward Simmonds en de korporaals Frank Wright en Frederick Septimus Knagg ontvingen de Distinguished Conduct Medal (DCM). Laatstgenoemde ontving ook nog de Military Medal (DCM, MM).
- er zijn nog 14 militairen die de Military Medal (MM) hebben ontvangen.

### Minderjarige militairen
- de Zuid-Afrikaanse soldaten Sidney J. Honey en Willie Orton waren 17 jaar toen ze sneuvelden.

### Gefusilleerde militair
- Soldaat Harry Hendricks van het 2nd Bn. Leinster Regiment werd wegens desertie gefusilleerd op 23 augustus 1918. Hij was 46 jaar.[1]